# Rhynchonema ronaldi
Rhynchonema ronaldi is een rondwormensoort uit de familie van de Xyalidae. De wetenschappelijke naam van de soort is voor het eerst geldig gepubliceerd in 2006 door Calles.